# Midnights
Midnights è il decimo album in studio della cantautrice statunitense Taylor Swift, pubblicato il 21 ottobre 2022 dalla Republic.
L'album ha trionfato ai Grammy Awards 2024 nelle categorie album dell'anno e miglior album pop vocale.

## Antefatti
Il 23 agosto 2019, subito dopo una disputa sulla vendita dei diritti dei suoi primi sei album in studio avvenuta nello stesso anno, Taylor Swift annunciò l'intenzione di registrare nuovamente i suddetti dischi, pubblicando le prime due nuove registrazioni, Fearless (Taylor's Version) e Red (Taylor's Version) nel 2021. Nonostante i media si aspettassero lecitamente l'uscita della terza nuova registrazione, il 28 agosto l'artista annunciò l'album sui social media con le seguenti parole:
In occasione degli MTV Video Music Awards 2022, evento in cui Swift ha ottenuto cinque candidature per il cortometraggio All Too Well: The Short Film, che accompagna il singolo All Too Well (10 Minute Version) (Taylor's Version) (From the Vault), l'artista ha rivelato la pubblicazione del decimo album di inediti per il 21 ottobre dello stesso anno. Poco dopo la rivelazione, il suo sito è stato aggiornato con un conto alla rovescia e una frase che diceva: «Ci vediamo a mezzanotte». Anche i suoi account sui social media sono stati aggiornati con la frase. A mezzanotte sono stati svelati il titolo, Midnights, una copertina temporanea. L'album è stato descritto da Swift come «le storie di 13 notti insonni sparse per tutta la mia vita».

## Copertina e versioni
La copertina standard di Midnights è minimalista. Prende ispirazione dalle vecchie copertine degli LP le cui canzoni erano elencate in copertina; al tempo dell'annuncio, le tracce erano temporaneamente intitolate "Track One", "Track Two" e così via fino a 13. La fotografia di Swift presente nella copertina la ritrae con un ombretto blu, un eyeliner nero e le sue tipiche labbra rosse, mentre osserva un accendino acceso tenuto vicino al suo viso. Il titolo dell'album e l'elenco dei brani sono in una sfumatura blu. L'edizione in vinile della copertina divide l'elenco dei brani in un lato A e un lato B, indicando un LP a due lati. Sono state inoltre pubblicate tre varianti di colore in edizione limitata dell'album fisico, con copertine diverse, e un'edizione deluxe con tre tracce bonus. Il retro dell'edizione standard e tre edizioni alternative ritraggono ciascuna un quarto di settore di un quadrante; quando assemblati insieme e combinati con un meccanismo di orologio venduto separatamente, formano un orologio funzionante.

## Promozione
La campagna promozionale per Midnights è stata molto minimale se paragonata a quella adoperata per gli altri album dell'artista, fatta eccezione per le pubblicazioni a sorpresa di Folklore ed Evermore nel 2020. L'album non è stato promosso da alcun singolo prima della sua pubblicazione e la cantante si è limitata a descrivere il tema concettuale del disco, senza fornire alcun dettaglio sul genere musicale adottato. La lista tracce è stata svelata progressivamente attraverso una serie di video pubblicati su TikTok intitolata Midnights Mayhem with Me. Per tre brani (Lavender Haze, Anti-Hero e Snow on the Beach) dei tredici che compongono il disco, la cantante ha anche realizzato tre brevi video dove descrive il significato dei testi e le ispirazioni musicali dietro di essi.
Il 21 ottobre 2022, a tre ore di distanza dall'uscita del disco, Swift ha rivelato a sorpresa un'edizione estesa esclusiva per il mercato digitale sottotitolata 3am Edition e contenente sette bonus track. Il 24 maggio 2023 sono state annunciate la The Til Dawn Edition e The Late Night Edition: la prima edizione, distribuita unicamente per il mercato digitale e streaming, presenta le bonus track della 3am Edition e tre ulteriori brani, tra cui Hits Different (originariamente pubblicata nell'edizione deluxe fisica), mentre la seconda è stata distribuita sotto forma di CD durante il concerto tenuto dall'artista a East Rutherford e presenta cinque brani della 3am Edition e l'inedito You're Losing Me; entrambe le edizioni contengono anche le nuove versioni di Snow on the Beach e Karma, che figurano rispettivamente le partecipazioni di Lana Del Rey (in presenza maggiore rispetto alla prima versione) e Ice Spice.

### Singoli
Il primo singolo Anti-Hero è stato reso disponibile in concomitanza con il lancio di Midnights, accompagnato da un video musicale diretto dalla stessa Swift. Il 25 ottobre 2022 vengono distribuiti per il download digitale per un periodo di tempo limitato i brani Question...? e Bejeweled, quest'ultimo con un video musicale ricco di easter egg. Il 3 novembre Snow on the Beach è stato estratto come secondo singolo unicamente per il mercato statunitense, mentre il 29 dello stesso mese è uscito Lavender Haze, seguito il 27 gennaio 2023 dal relativo video musicale. Il 1º maggio 2023 Karma è stato distribuito per le stazioni radiofoniche statunitensi.

## Accoglienza
| Recensione                | Giudizio |
| ------------------------- | -------- |
| Clash                     |          |
| DIY Magazine              |          |
| Newsic                    | 7/10     |
| NME                       |          |
| Ondarock                  | 6/10     |
| Paste Magazine            |          |
| Rockol                    | 7/10     |
| Rolling Stone             |          |
| Rumore                    | 40/100   |
| The Age                   |          |
| The Daily Telegraph       |          |
| The Guardian              |          |
| The Independent           |          |
| The Irish Times           |          |
| The Line of Best Fit      |          |
| The Times                 |          |
| The Sydney Morning Herald |          |

Midnights ha ottenuto l'acclamazione universale da parte della critica specializzata. Su Metacritic, sito che assegna un punteggio normalizzato su 100 in base a recensioni selezionate, l'album ha ottenuto un punteggio medio di 85 basato su ventotto recensioni.
Riconoscimenti di fine anno
- 1º — Variety (Chris Willman)[60]
- 3º — Billboard[61]
- 3º — Rolling Stone[62]
- 4º — Los Angeles Times[63]
- 5º — PopMatters[64]
- 12º — NME[65]
- 17º — The Guardian[66]
- 18º — Slant Magazine[67]
- 28º — Consequence[68]
- 40º — Paste[69]

## Tracce
Testi e musiche di Taylor Swift e Jack Antonoff, eccetto dove indicato.
1. Lavender Haze – 3:22 (Taylor Swift, Jack Antonoff, Zoë Kravitz, Mark Anthony Spears, Jahaan Akil Sweet, Sam Dew)
2. Maroon – 3:38
3. Anti-Hero – 3:21
4. Snow on the Beach (feat. Lana Del Rey) – 4:16 (Taylor Swift, Jack Antonoff, Lana Del Rey)
5. You're on Your Own, Kid – 3:14
6. Midnight Rain – 2:55
7. Question...? – 3:31
8. Vigilante Shit – 2:45 (Taylor Swift)
9. Bejeweled – 3:14
10. Labyrinth – 4:08
11. Karma – 3:25 (Taylor Swift, Jack Antonoff, Mark Anthony Spears, Keanu Torres, Jahaan Akil Sweet)
12. Sweet Nothing – 3:08 (Taylor Swift, William Bowery)
13. Mastermind – 3:11

Tracce bonus nelle edizioni deluxe, giapponese e di Target
1. Hits Different – 3:54 (Taylor Swift, Aaron Dessner, Jack Antonoff)
2. You're on Your Own, Kid (String Remix) – 3:20
3. Sweet Nothing (Piano Remix) – 3:28 (Taylor Swift, William Bowery)

Tracce bonus nella 3am Edition
1. The Great War – 4:00 (Taylor Swift, Aaron Dessner)
2. Bigger Than the Whole Sky – 3:38 (Taylor Swift)
3. Paris – 3:16
4. High Infidelity – 3:51 (Taylor Swift, Aaron Dessner)
5. Glitch – 2:28 (Taylor Swift, Jack Antonoff, Mark Anthony Spears, Sam Dew)
6. Would've, Could've, Should've – 4:20 (Taylor Swift, Aaron Dessner)
7. Dear Reader – 3:45

Tracce bonus nella Til Dawn Edition
1. Hits Different – 3:54 (Taylor Swift, Aaron Dessner, Jack Antonoff)
2. Snow on the Beach (feat. More Lana Del Rey) – 3:49 (Taylor Swift, Jack Antonoff, Lana Del Rey)
3. Karma (feat. Ice Spice) – 3:21 (Taylor Swift, Jack Antonoff, Mark Anthony Spears, Keanu Torres, Jahaan Akil Sweet, Isis Naija Gaston)

Tracce bonus nella Late Night Edition
1. The Great War – 4:00 (Taylor Swift, Aaron Dessner)
2. Bigger Than the Whole Sky – 3:38 (Taylor Swift)
3. High Infidelity – 3:51 (Taylor Swift, Aaron Dessner)
4. Would've, Could've, Should've – 4:20 (Taylor Swift, Aaron Dessner)
5. Dear Reader – 3:45
6. You're Losing Me (From the Vault) – 4:37
7. Snow on the Beach (feat. More Lana Del Rey) – 3:49 (Taylor Swift, Jack Antonoff, Lana Del Rey)
8. Karma (feat. Ice Spice) – 3:21 (Taylor Swift, Jack Antonoff, Mark Anthony Spears, Keanu Torres, Jahaan Akil Sweet, Isis Naija Gaston)

## Formazione
Hanno partecipato alle registrazioni, secondo le note di copertina:
Musicisti
- Taylor Swift – voce
- Soundwave – programmazione (tracce 1 e 11)
- Jack Antonoff – batteria (tracce 1, 3, 4, 6, 11-13), programmazione e percussioni, sintetizzatore modulare (tracce 1-3, 6, 12), Roland Juno 6 (tracce 1-10, 12), mellotron (tracce 1, 3-5, 7), pianoforte elettrico Wurlitzer (tracce 1, 3 e 8), cori (tracce 1, 3-5, 7, 9, 10 e 13), pianoforte (tracce 2 e 12), chitarra elettrica (tracce 2, 4, 5, 10 e 13), basso (tracce 2-5, 9), Prophet 5 (tracce 3, 6 e 12), chitarra acustica (tracce 3, 4 e 9), moog (tracce 5, 6, 8-10, 12), applauso (traccia 7), Yamaha DX7, Oberheim OB-1 e kalimba (traccia 9), sintetizzatore Realistic e Oberheim OB-8 (traccia 10), Roland Juno (tracce 11 e 13), Omnichord (traccia 11), minimoog (traccia 13)
- Sam Dew – cori (traccia 1)
- Zoë Kravitz – cori (traccia 1)
- Jahaan Sweet – basso, bass pad, flauto traverso e Roland Juno (traccia 1), tastiera e pad (traccia 11)
- Dominik Rivinius – rullante (traccia 1), batteria (tracce 7, 8)
- Evan Smith – organo, flauto traverso e clarinetto (tracce 2, 12), sassofono (tracce 2, 12 e 13), sintetizzatore (tracce 4, 5, 7-9, 13)
- Bobby Hawk – violino (tracce 3, 4 e 13)
- Lana Del Rey – voce (traccia 4)
- Dylan O'Brien – batteria (traccia 4), applauso (traccia 7)
- Sean Hutchinson – batteria e percussioni (tracce 5, 7)
- Rachel Antonoff – applauso (traccia 7)
- Austin Swift – applauso (traccia 7)
- Mikey Freedom Hart – tastiera (traccia 9), programmazione e minimoog (traccia 13)
- Keanu Beats – sintetizzatore (traccia 11)
- Zem Audu – sassofono (traccia 13)
- Michael Riddleberger – batteria (traccia 13)

Produzione
- Jack Antonoff – produzione, registrazione
- Taylor Swift – produzione
- Șerban Ghenea – missaggio
- Bryce Bordone – assistenza al missaggio
- Laura Sisk – registrazione
- Megan Searl – assistenza tecnica
- Jon Sher – assistenza tecnica
- John Rooney – assistenza tecnica
- Randy Merrill – mastering
- Sounwave – produzione (tracce 1 e 11), registrazione proprie parti (traccia 11)
- Jahaan Sweet – produzione (traccia 1), registrazione proprie parti (tracce 1 e 11), coproduzione (traccia 11)
- Braxton Cook – produzione aggiuntiva (traccia 1)
- Mark Aguilar – assistenza tecnica (tracce 1 e 11)
- Jonathan Garcia – assistenza tecnica (tracce 1, 7 e 8)
- Ken Lewis – registrazione parti di Rivinius (tracce 1, 7 e 8)
- Evan Smith – registrazione proprie parti (tracce 2, 4, 5, 7-9, 12 e 13)
- Jon Gautier – registrazione parti di Hawk (tracce 3 e 13)
- Jacob Spitzer – assistenza tecnica (traccia 4)
- Dave Gross – registrazione parti di Hawk (traccia 4)
- Sean Hutchinson – registrazione proprie parti (tracce 5 e 7)
- David Hart – registrazione parti di Freedom Hart (tracce 9 e 13)
- Keanu Beats – produzione e registrazione proprie parti (traccia 11)
- Zem Audu – registrazione proprie parti (traccia 13)
- Michael Riddleberger – registrazione proprie parti (traccia 13)

## Successo commerciale
Negli Stati Uniti Midnights ha totalizzato oltre 1,2 milioni di unità equivalenti nei suoi primi tre giorni di disponibilità, di cui 955 000 sono vendite pure, comprendenti 500 000 vinili, e le restanti provengono da 284 milioni di stream generati dalle singole canzoni, designandosi come album più venduto dell'anno e superando anche il record del maggior debutto in termini di vendite fisiche precedentemente detenuto da un altro disco della cantante, Reputation del 2017. In seguito ha debuttato al primo posto della Billboard 200, divenendo l'undicesimo disco numero uno della cantante che ha così eguagliato Barbra Streisand come artista donna con più album giunti in cima alla classifica. Con un totale di 1,578 milioni di unità equivalenti raggiunte alla prima settimana completa di vendite, Midnights ha segnato il miglior debutto nella hit parade da 25 di Adele del 2015, oltre a divenire l'album più consumato dell'anno e a rendere Swift la prima artista con cinque album che hanno venduto almeno un milione di copie nella loro settimana d'apertura. Tali cifre di vendita sono state ottenute grazie ad 1,140 milioni di copie fisiche ricavate da 161 000 download digitali, 395 000 CD e 575 000 vinili, 419 000 stream-equivalent units convertite da 549,26 milioni di riproduzioni in streaming, e infine 19 000 track-equivalent units derivate dalle vendite digitali delle singole tracce.
Nel Regno Unito Midnights ha esordito al vertice della classifica degli album con 204 501 unità di vendita, segnando il debutto più alto dell'anno; di queste, 61 948 sono derivate dai vinili, 75 667 dai CD, 1 835 cassette, 7 087 download digitali e 57 964 sono unità convertite dalle riproduzioni in streaming. Nel collezionare il suo nono album al numero uno nel paese, Swift è diventata la seconda artista femminile con più dischi giunti in cima alla classifica, sorpassando Kylie Minogue e posizionandosi dietro solamente Madonna.
Secondo un report di Universal Music Group del 22 dicembre 2022, a soli due mesi dalla sua uscita, l'album ha superato le 6 milioni di unità vendute globalmente.
L'album risulta ufficialmente il secondo album più venduto al mondo nel 2022 secondo la IFPI.
Inoltre, Midnights ha infranto diversi record sulla piattaforma streaming Spotify a livello globale. Nel giorno di pubblicazione l'album ha registrato il numero più alto di sempre di riproduzioni streaming, raggiungendo quasi le 185 milioni di riproduzioni e battendo Certified Lover Boy del rapper canadese Drake che, il 3 settembre 2021, aveva superato i 153 milioni di ascolti sulla piattaforma. In seguito, il record è stato infranto nel 2024 dall'album The Tortured Poets Department, della stessa Swift, il quale ha registrato oltre 313 milioni di riproduzioni streaming nelle prime 24 ore di diffusione. In aggiunta, Midnights ha registrato il maggior numero di riproduzioni di sempre ottenute nella prima settimana di commercializzazione, raggiungendo la quota di oltre 785 milioni di streaming e battendo Un verano sin ti del rapper portoricano Bad Bunny che in precedenza deteneva il record.

## Classifiche

### Classifiche settimanali
| Classifica (2022) | Posizione massima |
| ----------------- | ----------------- |
| Argentina         | 1                 |
| Australia         | 1                 |
| Austria           | 1                 |
| Belgio (Fiandre)  | 1                 |
| Belgio (Vallonia) | 1                 |
| Canada            | 1                 |
| Corea del Sud     | 81                |
| Croazia           | 2                 |
| Danimarca         | 1                 |
| Finlandia         | 1                 |
| Francia           | 1                 |
| Germania          | 1                 |
| Giappone          | 7                 |
| Grecia            | 1                 |
| Irlanda           | 1                 |
| Islanda           | 1                 |
| Italia            | 1                 |
| Lituania          | 1                 |
| Norvegia          | 1                 |
| Nuova Zelanda     | 1                 |
| Paesi Bassi       | 1                 |
| Polonia           | 4                 |
| Portogallo        | 1                 |
| Regno Unito       | 1                 |
| Repubblica Ceca   | 1                 |
| Slovacchia        | 1                 |
| Spagna            | 1                 |
| Stati Uniti       | 1                 |
| Svezia            | 1                 |
| Svizzera          | 1                 |
| Ungheria          | 4                 |

### Classifiche di fine anno
| Classifica (2022) | Posizione |
| ----------------- | --------- |
| Australia         | 1         |
| Austria           | 3         |
| Belgio (Fiandre)  | 11        |
| Belgio (Vallonia) | 51        |
| Danimarca         | 20        |
| Francia           | 95        |
| Germania          | 4         |
| Islanda           | 29        |
| Italia            | 56        |
| Lituania          | 62        |
| Norvegia          | 10        |
| Nuova Zelanda     | 2         |
| Paesi Bassi       | 3         |
| Polonia           | 61        |
| Regno Unito       | 3         |
| Spagna            | 9         |
| Stati Uniti       | 4         |
| Svezia            | 25        |
| Svizzera          | 9         |
| Classifica (2023) | Posizione |
| Danimarca         | 8         |
| Islanda           | 28        |
| Italia            | 46        |
| Norvegia          | 6         |
| Paesi Bassi       | 2         |
| Portogallo        | 3         |
| Slovacchia        | 9         |
| Spagna            | 14        |
| Stati Uniti       | 2         |
| Ungheria          | 25        |
| Classifica (2024) | Posizione |
| Croazia           | 14        |
| Polonia           | 100       |
| Portogallo        | 13        |
| Stati Uniti       | 10        |
| Ungheria          | 83        |

### Classifiche di fine secolo
| Classifica (2000-2024) | Posizione |
| ---------------------- | --------- |
| Stati Uniti            | 29        |

## Date di pubblicazione
| Paese       | Data di pubblicazione | Formato                                  | Edizione           | Etichetta discografica             | Note    |
| ----------- | --------------------- | ---------------------------------------- | ------------------ | ---------------------------------- | ------- |
| Mondo       | 21 ottobre 2022       | CD, MC, LP, download digitale, streaming | Standard           | Republic, Taylor Swift Productions | [ 130 ] |
| Mondo       | 21 ottobre 2022       | Download digitale, streaming             | 3am Edition        | Republic, Taylor Swift Productions | [ 131 ] |
| Stati Uniti | 21 ottobre 2022       | CD, LP                                   | Deluxe             | Republic, Taylor Swift Productions | [ 132 ] |
| Giappone    | 26 ottobre 2022       | CD                                       | Standard           | Universal Music Japan              | [ 133 ] |
| Brasile     | 30 novembre 2022      | CD                                       | Standard e Deluxe  | Universal Music Brasil             | [ 134 ] |
| Mondo       | 26 maggio 2023        | Download digitale, streaming             | Til Dawn Edition   | Republic, Taylor Swift Productions | [ 135 ] |
| Stati Uniti | 26 maggio 2023        | CD                                       | Late Night Edition | Republic, Taylor Swift Productions | [ 135 ] |